# Кубок России по хоккею с мячом среди женских команд
Кубок России по хоккею с мячом среди женских команд (до 1992 года — Кубок СССР) — ежегодно проводится с 1937 года с перерывами в 1942—1944, 1948—1988, 2002—2004 (с 1995 по 1999 — раз в два года).
В Кубке СССР соревнования проводились по олимпийской системе. Команды играли с соперником по одному разу. В случае ничейного результата назначались два дополнительных тайма по 15 минут. Если и они не приносили победы одной из команд, встреча переигрывалась на следующий день на тех же условиях. Команде-победительнице вручалась хрустальная ваза-кубок. Финальная встреча проходила на том же стадионе и в тот же день, что и финал Кубка России среди мужских команд, либо днем позже.
Кубок России до 2001 года проходил по олимпийской системе, с 2005 по 2008 — в рамках первого круга Чемпионата России, затем в качестве отдельного турнира по круговой системе в одном городе.
Рекордсменом по числу побед в Кубке России является ДЮСШ «Рекорд» (Иркутск).

## Все финалы Кубка СССР (России)
| Дата финала                               | Место       | Обладатель Кубка / финалист                             | Счёт                   |
| ----------------------------------------- | ----------- | ------------------------------------------------------- | ---------------------- |
| 06.03.1937                                | Москва      | «Буревестник» (Москва) — ГЦОЛИФК им. Сталина (Москва)   | 2:1                    |
| 01.03.1938                                | Москва      | «Буревестник» (Москва) — «Спартак» (Москва)             | 2:0                    |
| 01.03.1939                                | Москва      | «Буревестник» (Москва) — «Динамо» (Архангельск)         | 4:0                    |
| 01-02.03.1940                             | Москва      | «Буревестник» (Москва) — «Спартак» (Москва)             | 0:0, 1:0               |
| 02.03.1941                                | Москва      | «Буревестник» (Москва) — «Динамо» (Москва)              | 1:0                    |
| 25.02.1945                                | Москва      | «Динамо» (Москва) — «Буревестник» (Москва)              | 2:0                    |
| 24-25.02.1946                             | Москва      | «Буревестник» (Москва) — «Динамо» (Москва)              | 0:0, 1:0 д. в.         |
| 25.02.1947                                | Москва      | «Динамо» (Москва) — «Динамо» (Ленинград)                | 5:0                    |
| 18.03.1989                                | Сыктывкар   | «Серп и Молот» (Москва) — «Буревестник» (Архангельск)   | 8:4                    |
| 17.03.1990                                | Сыктывкар   | «Серп и Молот» (Москва) — «Локомотив» (Красноярск)      | 7:1                    |
| 08.03.1991                                | Березники   | «Серп и Молот» (Москва) — «Локомотив» (Красноярск)      | 5:2                    |
| 04.12.1992                                | -           | «Локомотив» (Красноярск) — «Октябрь» (Москва)           | +:-                    |
| 12.02.1993                                |             | «Октябрь» (Москва) — «Рекорд» (Иркутск)                 | 11:0                   |
| 20.11.1993                                | Мурманск    | «Октябрь» (Москва) — «Рекорд-Гефест» (Иркутск)          | 4:3                    |
| 26.03.1995                                | Иркутск     | «Буревестник» (Архангельск) — «Рекорд-Гефест» (Иркутск) | 5:1                    |
| 16.03.1997                                | Архангельск | «Буревестник» (Архангельск) — «Арктика» (Мурманск)      | 10:3                   |
| 30.01.1999                                | Архангельск | «Рекорд» (Иркутск) — «Буревестник» (Архангельск)        | 3:2 д. в.              |
| 20.01.2000                                | Королев     | «Рекорд» (Иркутск) — «Буревестник» (Архангельск)        | 3:3, 3:1 (по 12-метр.) |
| 23.12.2001                                | Иркутск     | «Рекорд» (Иркутск) — «Надежда» (Уфа)                    | 7:1                    |
| 8-14.12.2005                              | Архангельск | ДЮСШ «Рекорд» (Иркутск) (в ходе кругового турнира)      |                        |
| 12-17.12.2006                             | Казань      | ДЮСШ «Рекорд» (Иркутск) (в ходе кругового турнира)      |                        |
| 12-16.12.2007                             | Иркутск     | ДЮСШ «Рекорд» (Иркутск) (в ходе кругового турнира)      |                        |
| 16-21.12.2008                             | Киров       | ДЮСШ «Рекорд» (Иркутск) (в ходе кругового турнира)      |                        |
| 16-21.12.2009                             | Киров       | ДЮСШ «Рекорд» (Иркутск) (в ходе кругового турнира)      |                        |
| 21-23.12.2010                             | Киров       | ДЮСШ «Рекорд» (Иркутск) (в ходе кругового турнира)      |                        |
| 20-25.12.2011                             | Киров       | ДЮСШ «Рекорд» (Иркутск) (в ходе кругового турнира)      |                        |
| 17-23.12.2012                             | Киров       | ДЮСШ «Рекорд» (Иркутск) — «Зоркий» (Красногорск)1       | 8:1                    |
| 25.11-2.12.2013                           | Обухово     | ДЮСШ «Рекорд» (Иркутск) — Сборная Московской области    | 3:0                    |
| 16-22.12.2014                             | Обухово     | ДЮСШ «Рекорд» (Иркутск) — СКА-Свердловск                | 5:1                    |
| 22-29.11.2015                             | Обухово     | ДЮСШ «Рекорд» (Иркутск) — Сборная Московской области    | 6:3                    |
| 11-17.12.2016                             | Обухово     | ДЮСШ «Рекорд» (Иркутск) (в ходе двухкругового турнира)  |                        |
| 19-26.11.2017                             | Обухово     | ДЮСШ «Рекорд» (Иркутск) (в ходе двухкругового турнира)  |                        |
| 09-14.12.2018                             | Красногорск | ДЮСШ «Рекорд» (Иркутск) (в ходе двухкругового турнира)  |                        |
| 24.11-01.12.2019                          | Иркутск     | ДЮСШ "Рекорд" (Иркутск) - Сибскана (Иркутск             | 15:2                   |
| 06-13.12.2020                             | Иркутск     | "Сибскана" (Иркутск) - Сибскана-2 (Иркутск)             | 13:1                   |
| 11-16.11.2021                             | Иркутск     | "Сибскана" (Иркутск) (в ходе кругового турнира)         |                        |
| 27.11-03.12.2022                          | Киров       | "Сибскана" (Иркутск) (в ходе кругового турнира)         |                        |
| 28.11-04.12.2023                          | Обухово     | "Сибскана" (Иркутск) (в ходе кругового турнира)         |                        |
| 1 Выступал как сборная Московской области |             |                                                         |                        |